# ジョニー・ヌニェス
ジョニー・J・ヌニェス（Jhonny J. Núñez, 1985年6月29日 - ）は、ドミニカ共和国・サンティアゴ州サン・ホセ・デラス・マタス出身のプロ野球選手（投手）。右投右打。

## 経歴
2006年にロサンゼルス・ドジャースと契約を結んだ。この年は、傘下のルーキー級ガルフ・コーストリーグ・ドジャースで7試合に登板した。8月31日にマーロン・アンダーソンとのトレードでワシントン・ナショナルズへ移籍した。
2007年は、傘下のA級ヘイガーズタウン・サンズで22試合に登板した。
2008年は、シーズン途中までA+級ポトマック・ナショナルズとAA級ハリスバーグ・セネターズでプレーしていた。7月31日にアルベルト・ゴンザレスとのトレードでニューヨーク・ヤンキースへ移籍した。移籍後は、傘下のAA級トレントン・サンダーで8試合に登板した。
オフの11月13日にニック・スウィッシャー、カネコア・テシェイラとのトレードでウィルソン・ベテミー、ジェフ・マルケスと共にシカゴ・ホワイトソックスへ移籍した。
2009年は、傘下のAA級バーミングハム・バロンズとAAA級シャーロット・ナイツで計42試合に登板した。8月2日のヤンキース戦でメジャーデビューを果たした。
2010年も、AA級バーミングハムとAAA級シャーロットでプレーし、計42試合に登板した。
2011年は、ルーキー級ブリストル・ホワイトソックスで4試合に登板した後、AAA級シャーロットへ昇格した。ここでは、29試合に登板した。
12月1日にタンパベイ・レイズとマイナー契約を結んだ。
2012年は、傘下のAAA級ダーラム・ブルズで22試合に登板した。オフに、FAとなった。
2013年は、シアトル・マリナーズとマイナー契約を結んだ。開幕を傘下のAAA級タコマ・レイニアーズで迎え20試合に登板するも、成績不振で解雇される。その後、メキシカンリーグのラグナ・カウボーイズと契約を結び、14試合に登板した。

## 詳細情報

### 背番号
- 65 (2009年)